# Ярутка крупноцветковая
Ярутка крупноцветковая (лат. Thlaspi macranthum) — вид многолетних травянистых растений рода Ярутка (Thlaspi) семейства Капустные (Brassicaceae).

## Экология и распространение
Встречается в Западном Закавказье. Эндемик.
Произрастает на лесных лугах, опушках, открытых местах гор.

## Ботаническое описание
Растение голое, сизой, обычно многостебельное.
Листья большей частью цельнокрайные, реже мелкозубчатые; прикорневые черешковые, обратно-овально-эллиптические или округло-овальные; стеблевые — овально-продолговатые или овально-ланцетные, стеблеобъемлющие.
Соцветие — удлинённая, многоцветковая кисть. Лепестки длиной 6—6,5 мм. Тычинки в полтора раза длиннее чашечки; пыльники жёлтые.
Стручочки обратно-овально-клиновидно-продолговатые, к основанию суженные, длиной 7—10 мм, гнёзда 2—6-семянные.

## Таксономическое положение
Вид Ярутка крупноцветковая входит в род Ярутка (Thlaspi) семейства Капустные (Brassicaceae) порядка Капустоцветные (Brassicales).
|  |                                      |  |                                                             |                                                             |                     |  | ещё 14 семейств (согласно Системе APG II) | ещё 14 семейств (согласно Системе APG II)         |                                                   |  |  |  | ещё около 70 видов |
|  |                                      |  |                                                             |                                                             |                     |  | ещё 14 семейств (согласно Системе APG II) | ещё 14 семейств (согласно Системе APG II)         |                                                   |  |  |  | ещё около 70 видов |
|  |                                      |  |                                                             | порядок Капустоцветные                                      |                     |  |                                           |                                                   | род Ярутка                                        |  |  |  |                    |
|  |                                      |  |                                                             | порядок Капустоцветные                                      |                     |  |                                           |                                                   | род Ярутка                                        |  |  |  |                    |
|  | отдел Цветковые, или Покрытосеменные |  |                                                             |                                                             | семейство Капустные |  |                                           |                                                   | вид Ярутка крупноцветковая                        |  |  |  |                    |
|  | отдел Цветковые, или Покрытосеменные |  |                                                             |                                                             | семейство Капустные |  |                                           |                                                   |                                                   |  |  |  |                    |
|  |                                      |  | ещё 44 порядка цветковых растений (согласно Системе APG II) | ещё 44 порядка цветковых растений (согласно Системе APG II) |                     |  |                                           | ещё множество родов, в том числе Сурепка, Капуста | ещё множество родов, в том числе Сурепка, Капуста |  |  |  |                    |
|  |                                      |  |                                                             | ещё 44 порядка цветковых растений (согласно Системе APG II) |                     |  |                                           |                                                   | ещё множество родов, в том числе Сурепка, Капуста |  |  |  |                    |